# 甲斐奈神社
甲斐奈神社（かいなじんじゃ）は、「甲斐奈」を社名とする神社。山梨県内に3社がある。

## 概要
現在3社ある甲斐奈神社は、いずれも『延喜式神名帳』に「甲斐国山梨郡 甲斐奈神社」と記載される式内社の論社である。なお、その論社には以下の計4社がある。
- 1.甲斐奈神社（笛吹市春日居町国府） - 甲斐国四宮、甲斐国総社論社、旧郷社
- 2.甲斐奈神社（笛吹市一宮町橋立） - 甲斐国総社論社、旧村社
- 3.甲斐奈神社（甲府市中央） - 旧郷社
- 4.吾妻屋宮（笛吹市春日居町鎮目） - 山梨岡神社境外摂社　→ 山梨岡神社#摂末社を参照

甲斐国府は「笛吹市春日居町国府→笛吹市御坂町国衙」または「笛吹市春日居町国府→笛吹市一宮町国分・東原→笛吹市御坂町国衙」と変遷したという説がある（甲斐国#国府を参照）が、1と2はそれぞれその推定地付近にあり「甲斐奈」は「甲斐の」の意味とも取れることから、甲斐国の総社と推測されている。ただし国府跡は見つかっておらず推定であり、史料に欠けており定かではない。なお、戦国時代に武田氏によって甲府に府中八幡宮が建てられ、総社としての機能は以降そちらが担った。
論社は『甲斐国志』などで古来より議論がなされてきたが、皇學館大学の『式内社調査報告』ではいずれが是とも決しがたいとしている。

## 甲斐奈神社 (笛吹市春日居町国府)
甲斐奈神社（かいなじんじゃ）は、山梨県笛吹市春日居町国府（こう）にある神社。式内社論社、甲斐国四宮、甲斐国総社論社。旧社格は村社。

### 祭神
- 彦火火出見尊
- 大己貴命

### 歴史
鎮座地周辺は、その地名の示すように国府があったとされる推定地の1つである。
江戸時代には「守ノ宮（しゅのみや）」・「守宮大明神」という別名があった。これに関して「四の宮」または「国守の宮（= 総社）」の変化とする説があるが、定かではない。
慶安年間（1648年-1652年）、徳川家光から社領8石が与えられた。

### 境内

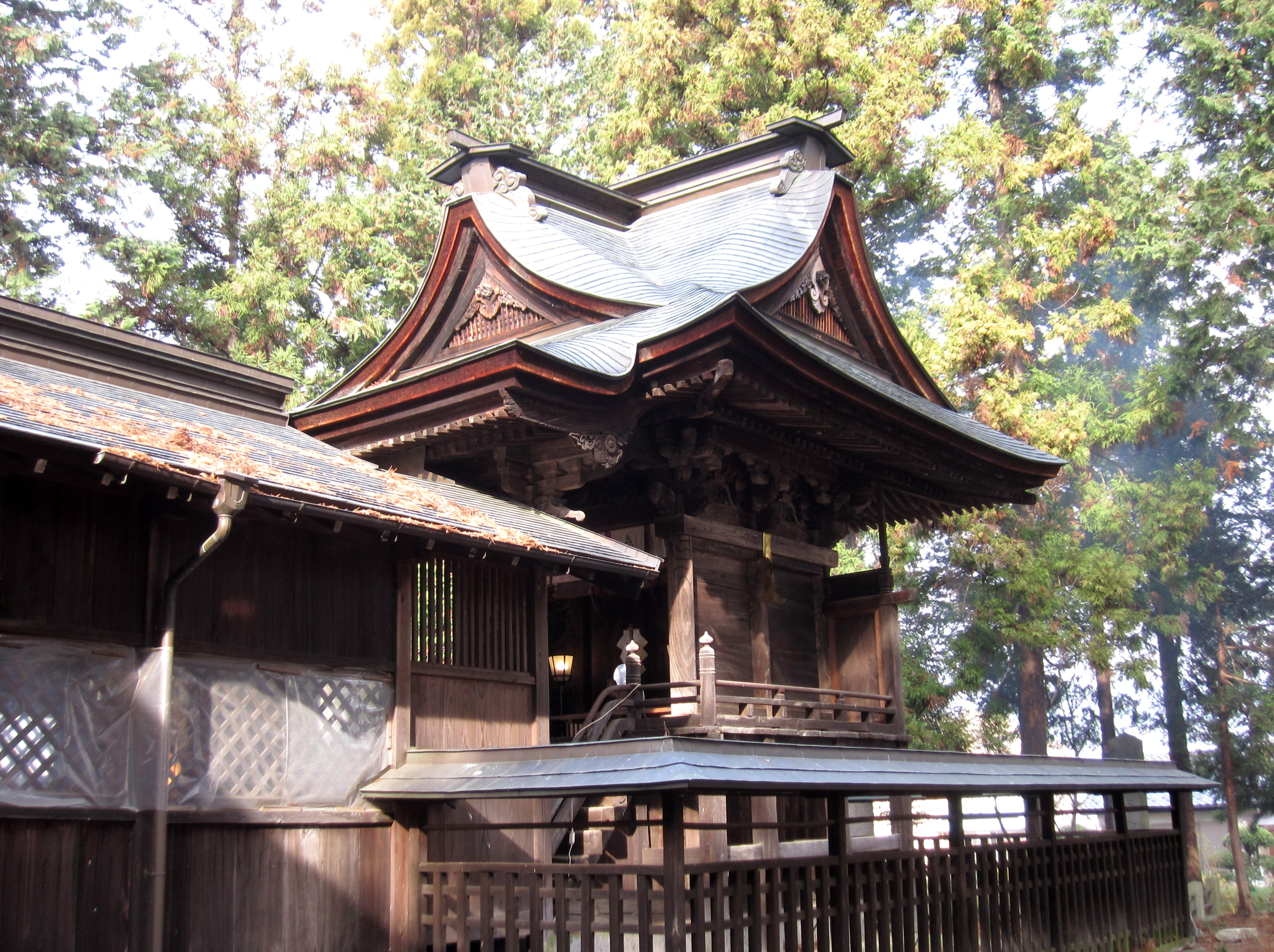
本殿
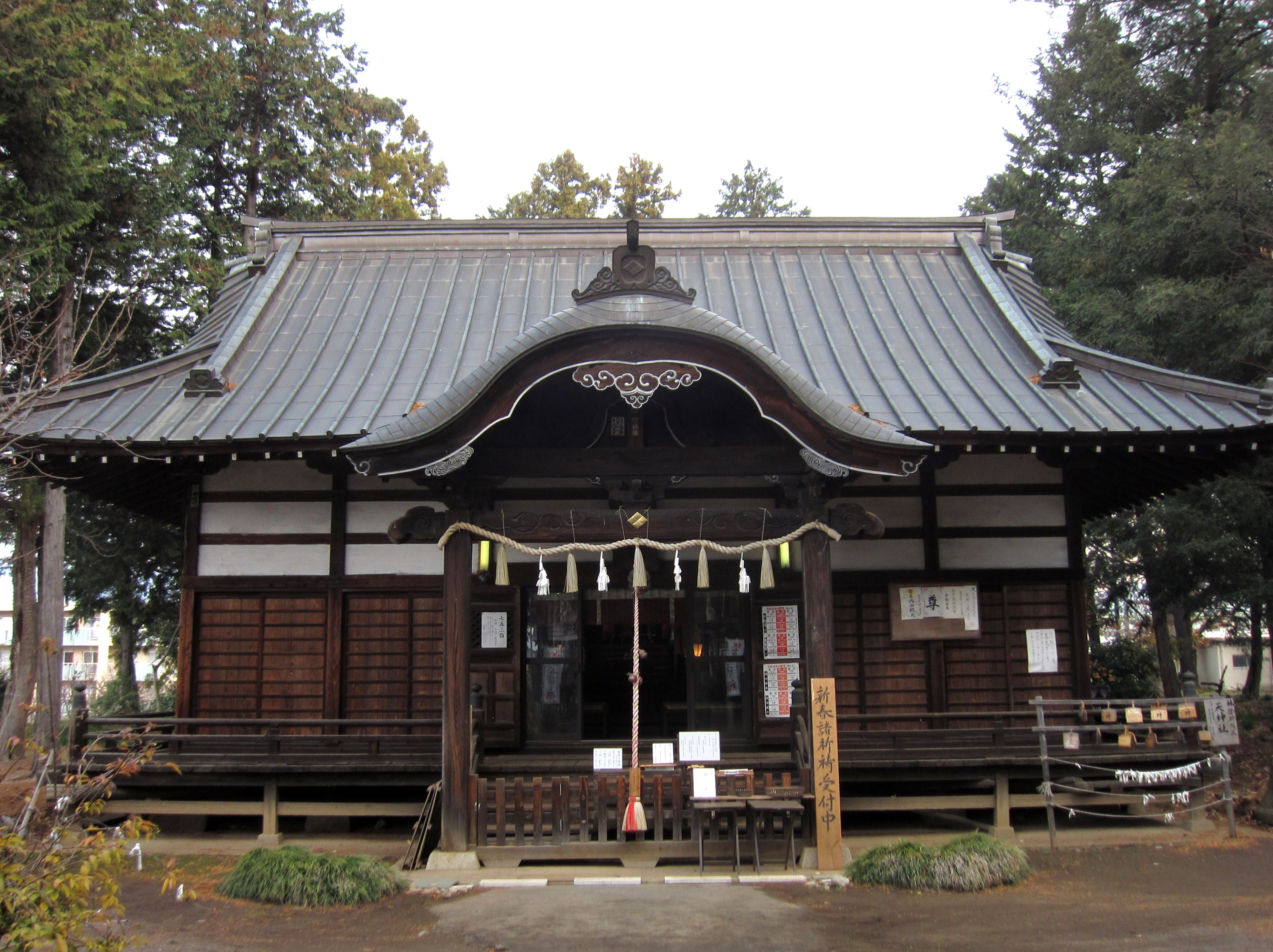
拝殿
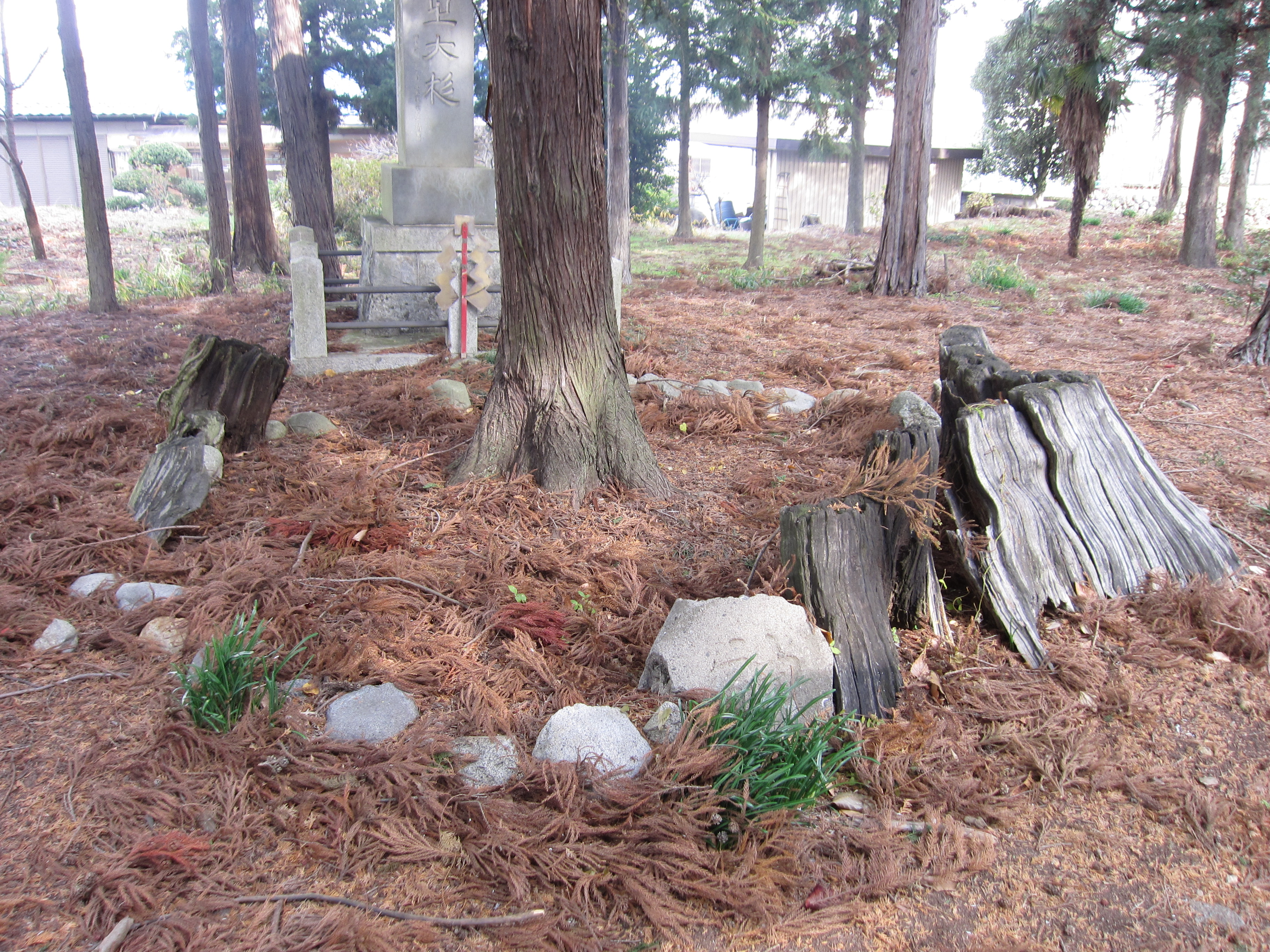
大杉跡
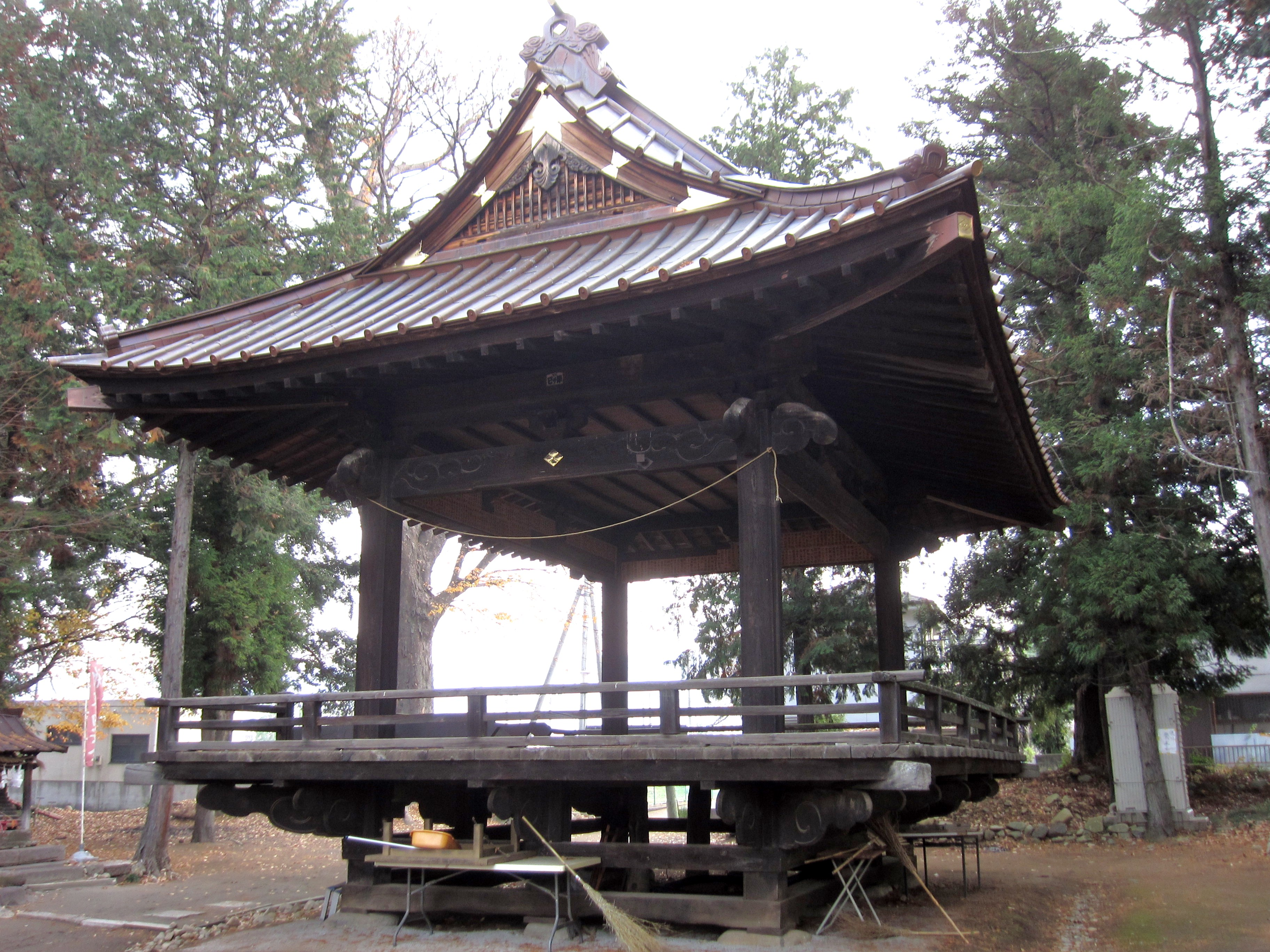
神楽殿
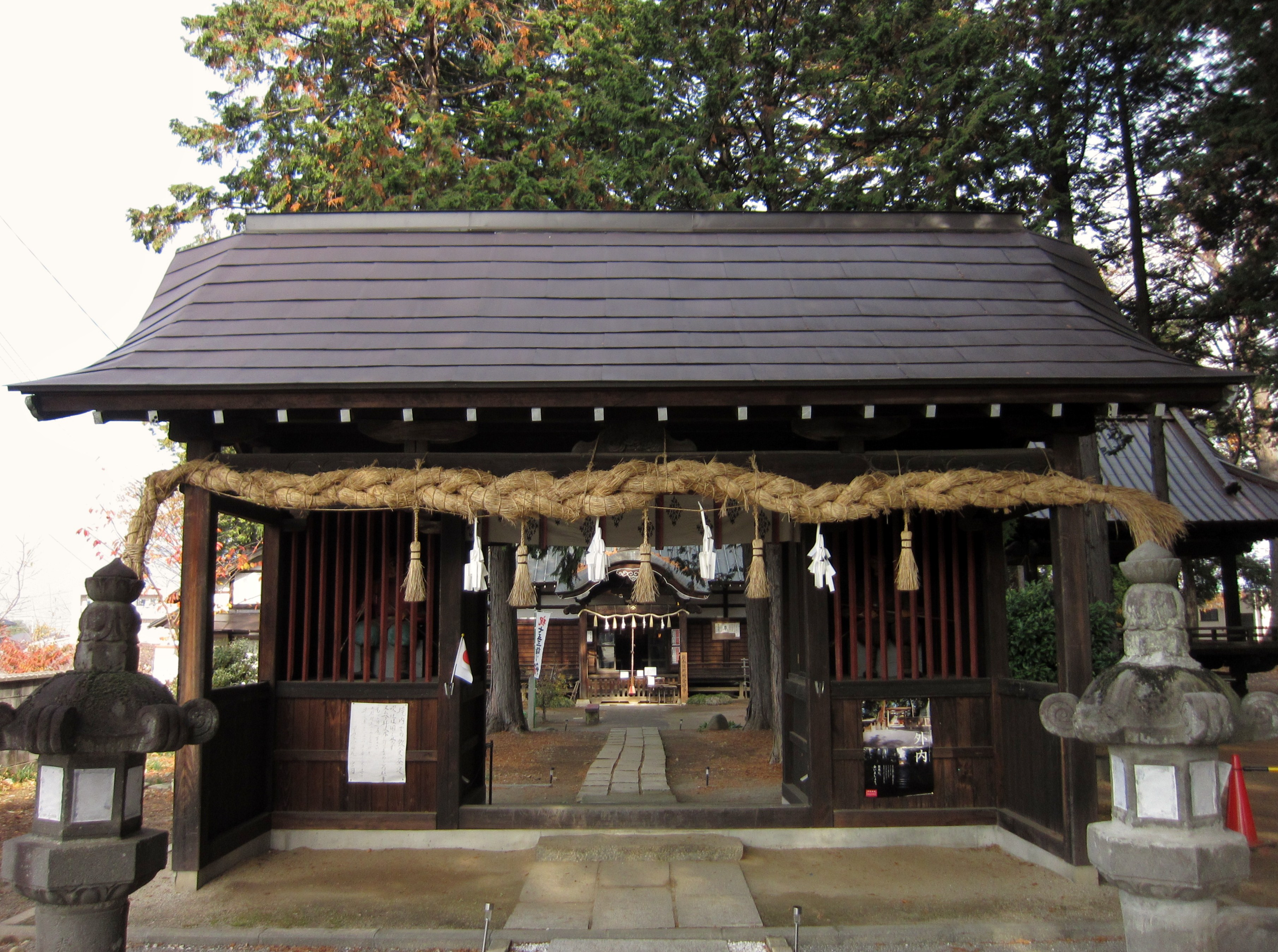
随身門
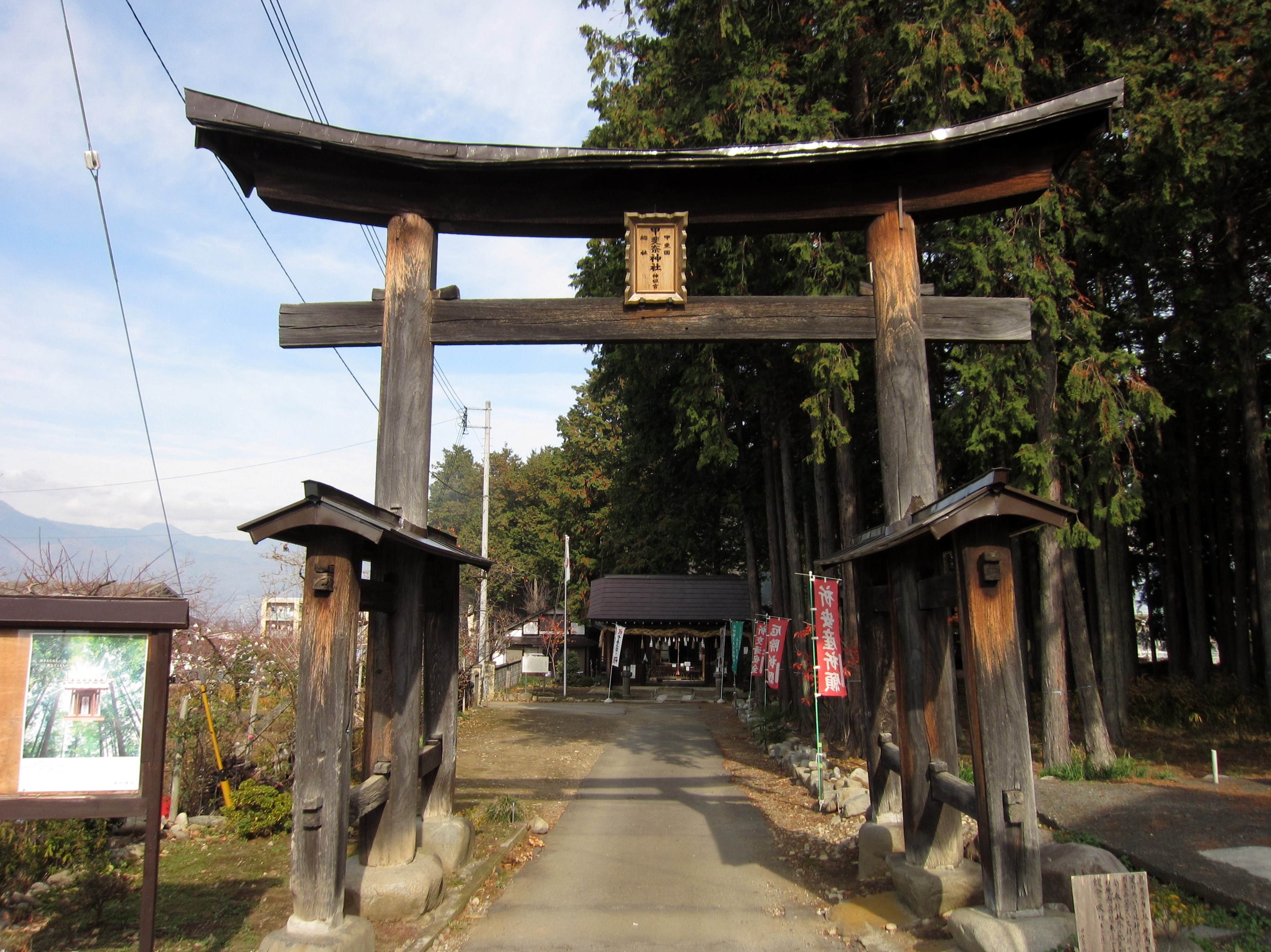
鳥居

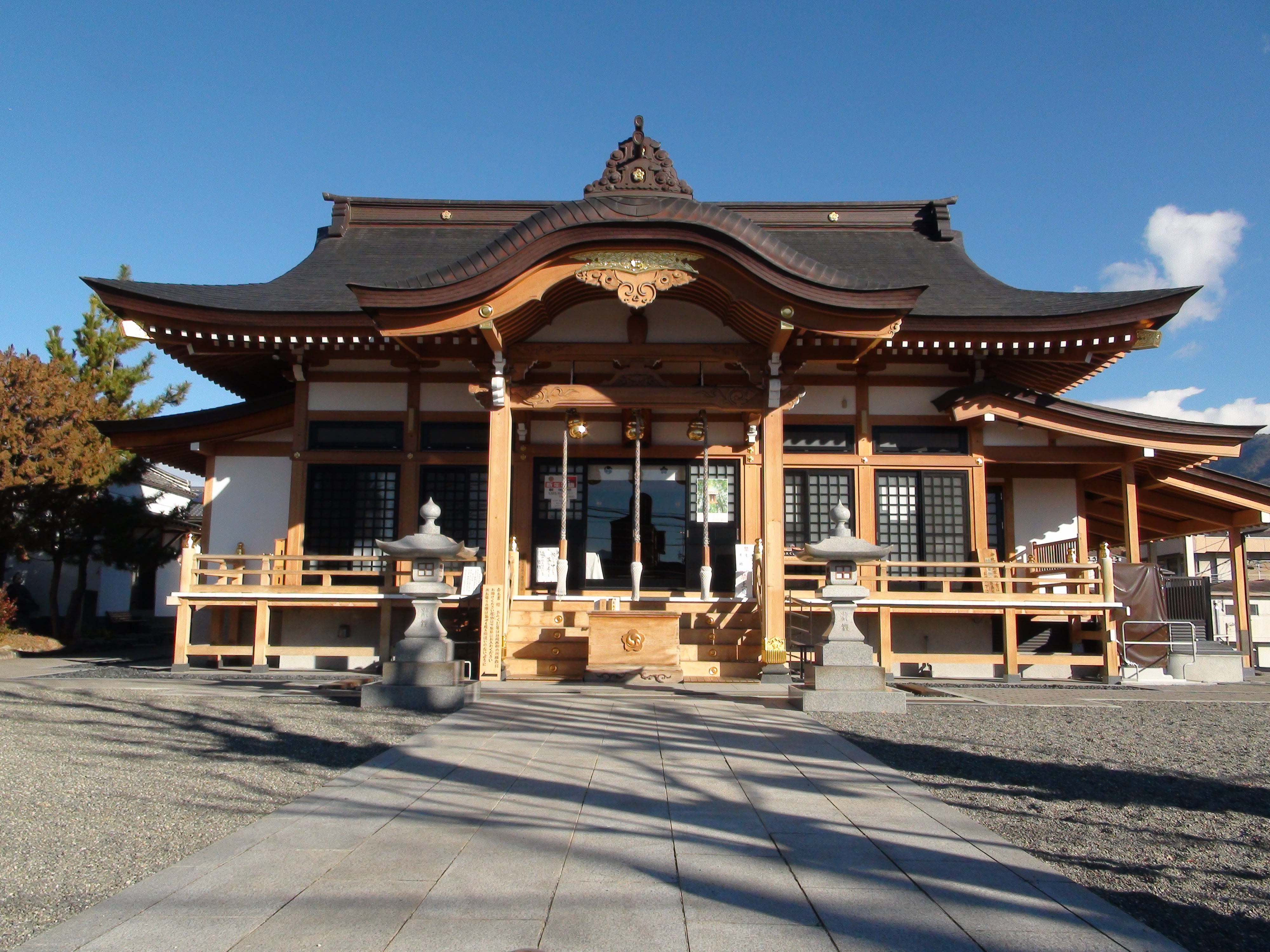
拝殿
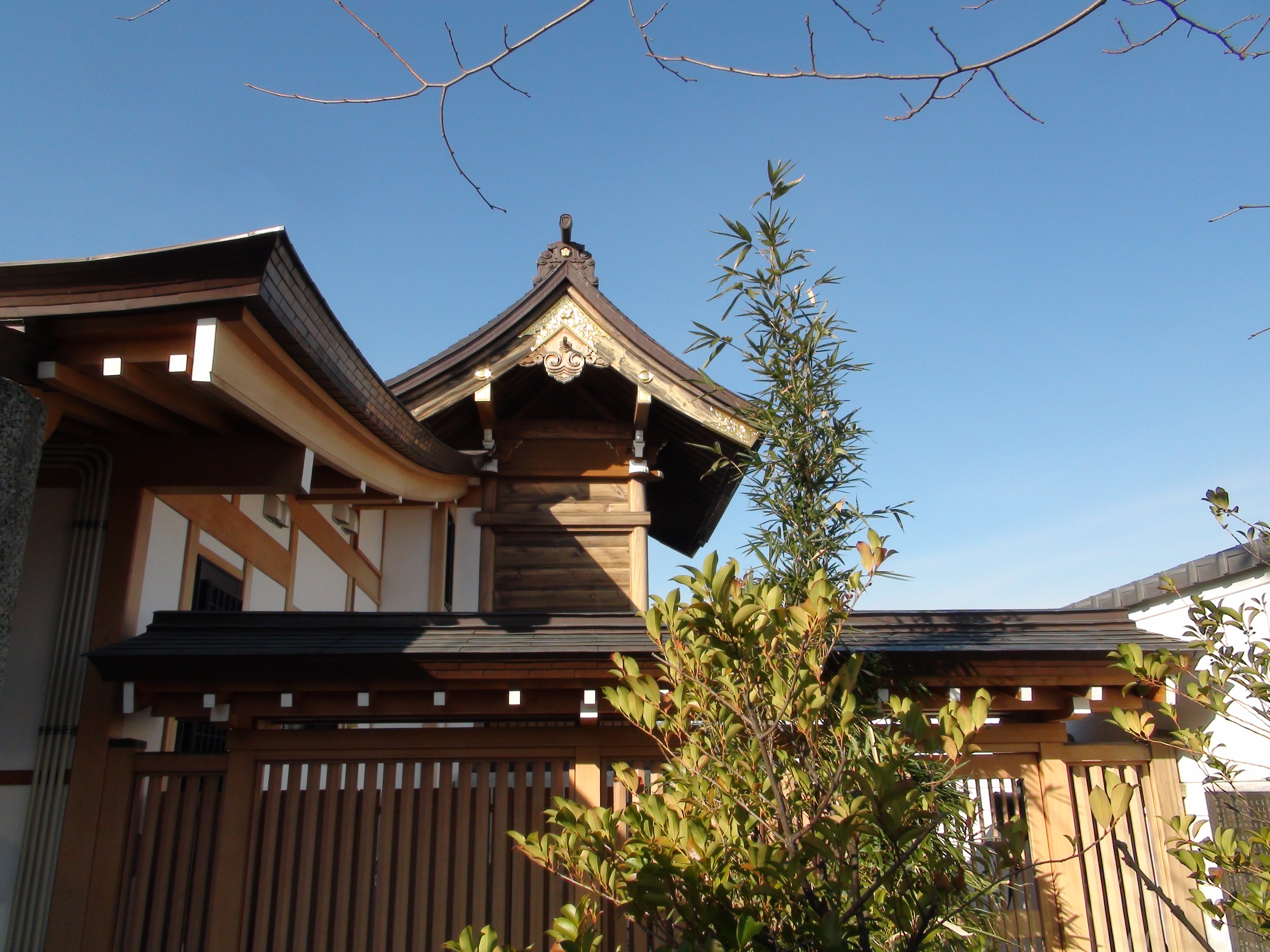
本殿

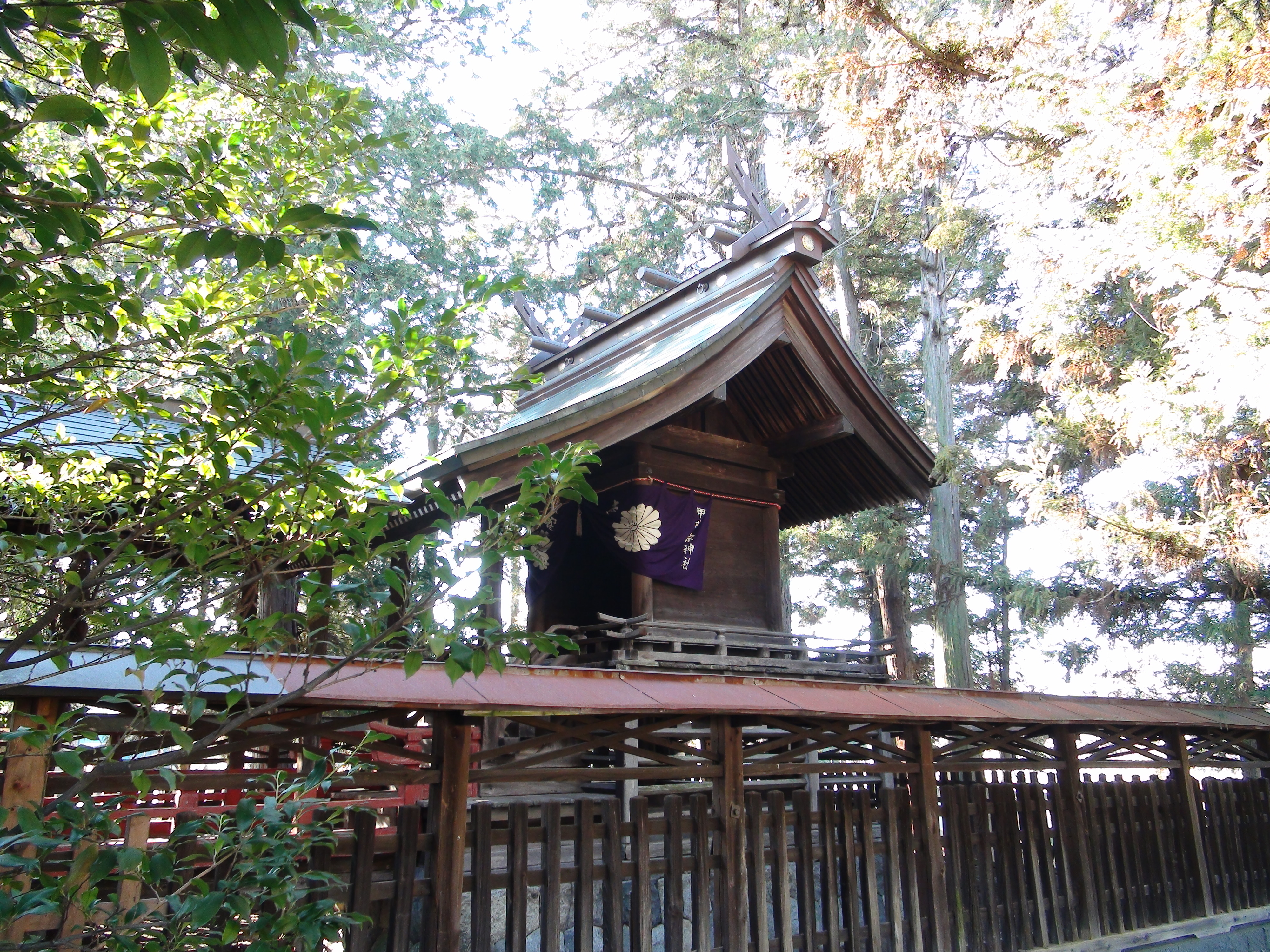
本殿
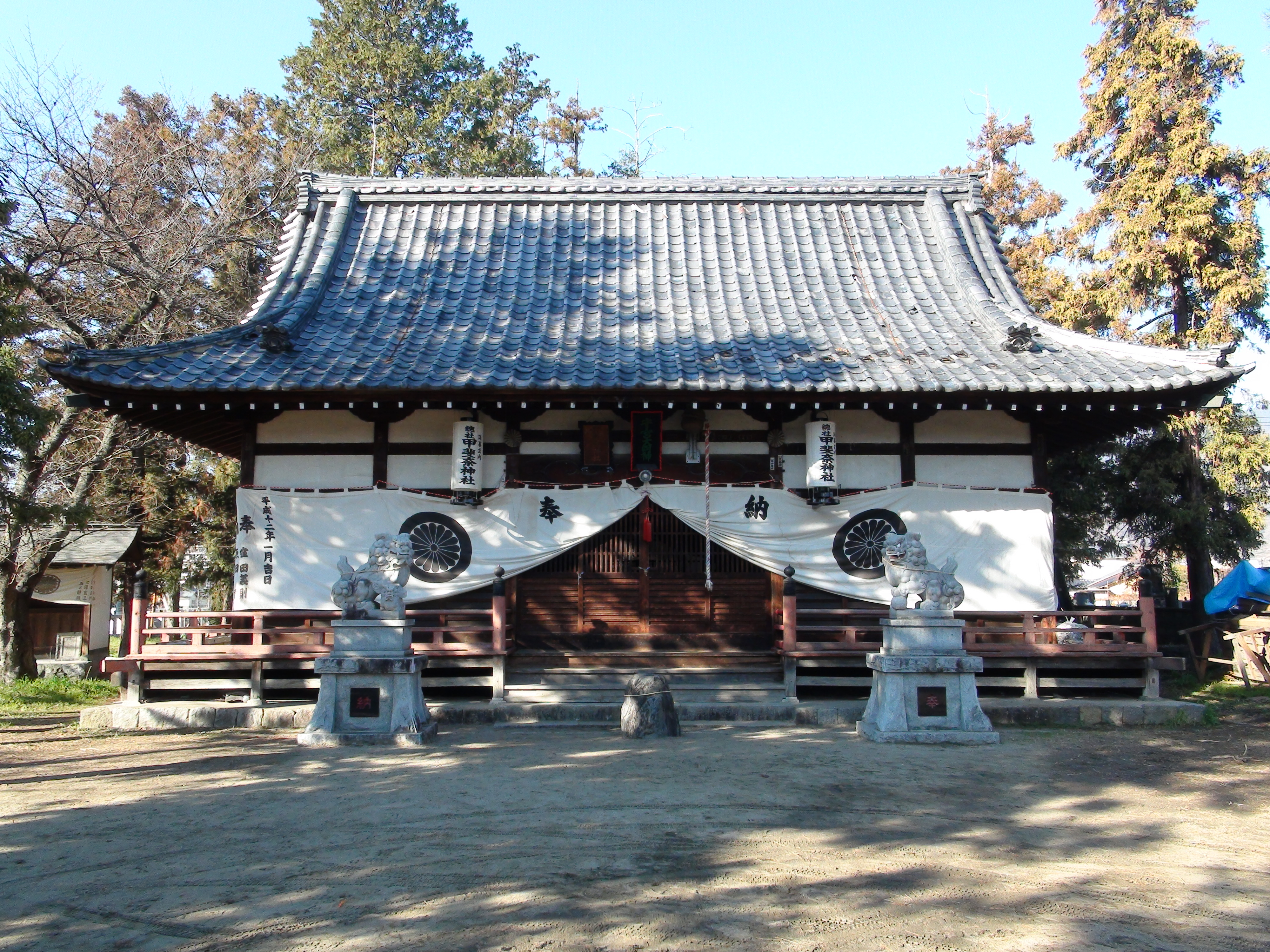
拝殿

### 現地情報
所在地
- 山梨県笛吹市春日居町国府（こう）361

交通アクセス
- 最寄駅：東日本旅客鉄道（JR東日本）中央本線 石和温泉駅または春日居町駅（徒歩約20分）

周辺
- 寺本廃寺
- 八田家書院

## 甲斐奈神社 (笛吹市一宮町橋立)
甲斐奈神社（かいなじんじゃ）は、山梨県笛吹市一宮町橋立にある神社。式内社論社、甲斐国総社論社。旧社格は村社。

### 祭神
- 国常立尊（くにとこたちのみこと）
- 高皇産霊尊（たかみむすひのみこと）
- 伊弉諾尊（いざなぎのみこと）
- 伊弉冉尊（いざなみのみこと）

### 歴史
国府推定地の1つ付近に鎮座する。周辺には一宮の浅間神社や国分寺・国分尼寺跡が残り、甲斐国の中心地であったことがうかがわれる。
『甲斐国志』によれば、天正10年（1582年）6月からの武田遺領を巡る天正壬午の乱において相模国の北条氏直と徳川家康が甲斐へ侵攻し、別当の大井摂元がは北条方に属したという。このため、甲斐奈神社は徳川方の先手衆により襲撃され、焼失したという。甲斐奈神社には神社全体を巨大な土塁で囲んだ筑前原塁跡が残されている・江戸時代には「神祖明神」・「林部宮」・「橋立明神」という別称があった。
明治40年、近代社格制度において村社に列格。
かつて境内の本殿裏手には「橋立大杉」という著名な大杉があったが、昭和28年に枯死し現在は石碑が建てられている。

### 境内
- 本殿
- 拝殿
- 大杉跡
- 神楽殿
- 随身門
- 鳥居

### 摂末社
境内に数社鎮座。

### 祭事
- 朔旦祭（毎月1日）[6]
- 月次祭（毎月15日）
- 歳旦祭（1月1日）
- 日供始祭（1月2日）
- 追難祭（2月節分）
- 春季例祭（春分の日）
- 夏越大祓（6月最終日曜日）
- 成就祭（7月第2日曜日）
- 秋季例祭（秋分の日）
- 箸感謝祭（11月11日）
- 除夜祭・師走大祓（12月31日）

### 現地情報
所在地
- 山梨県笛吹市一宮町橋立84

周辺
- 浅間神社 - 甲斐一宮
- 甲斐国分寺跡
- 甲斐国分尼寺跡

## 甲斐奈神社 (甲府市)
甲斐奈神社（かいなじんじゃ）は、山梨県甲府市にある神社。式内社論社。旧社格は郷社。

### 祭神
主祭神
- 菊理姫命
- 木花咲耶姫命

相殿神
- 瓊瓊杵命
- 大山祇命
- 石長姫命
- 若彦命

### 歴史
当社北方の愛宕山（当社では「甲斐奈山」と称する）山頂に鎮座していたが、永正年間（1504年-1520年）に武田信虎により蔵田に移された。その後天文年間（1532年-1555年）に長禅寺が現在地に移るとともにその境内に移されたとされる。
古くは「白山権現」・「白山神社」と称していた。その関係で現在の祭神は菊理姫命としているほか、文禄年間（1592年-1596年）に東青沼から浅間神（木花咲耶姫命）が移され、ともに祀っている。
慶応4年（1868年）から現在の「甲斐奈神社」を称している。

### 境内
- 拝殿
- 本殿

### 現地情報
所在地
- 山梨県甲府市中央3-7-11

交通アクセス
- 最寄駅：東日本旅客鉄道（JR東日本）身延線 金手駅（徒歩すぐ）
- 東日本旅客鉄道（JR東日本）中央本線・身延線 甲府駅（徒歩約15分）